# Tchung-čou (Peking)

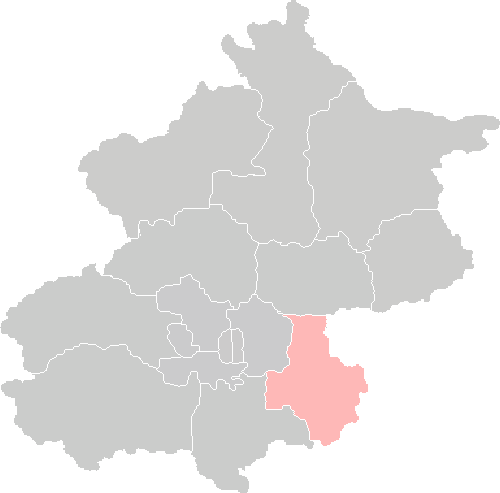
Poloha Tchung-čou na mapě Pekingu

Obvod Tchung-čou (čínsky v českém přepisu Tchung-čou čchü, pchin-jinem Tōngzhōu Qū, znaky zjednodušené 通州区, tradiční 通州區) je jeden z městských obvodů Pekingu, hlavního města Čínské lidové republiky. Nachází se na jihovýchodě Pekingu, na východ od historického jádra tvořeného obvody Tung-čcheng a Si-čcheng, zhruba 19 kilometrů daleko od náměstí Nebeského klidu. Sám sousedí na severu s pekingským obvodem Šun-i, na západě s pekingskými obvody Čchao-jang a Ta-sing, a dále s Tchien-ťinem a provincií Che-pej.
Celý obvod má rozlohu 906 čtverečních kilometrů a v roce 2010 v něm žilo přes milion obyvatel.
Je zde severní konec Velkého kanálu.
V obvodě je jeden z kampusů Čínské lidové univerzity.